# オットー・フィンシュ

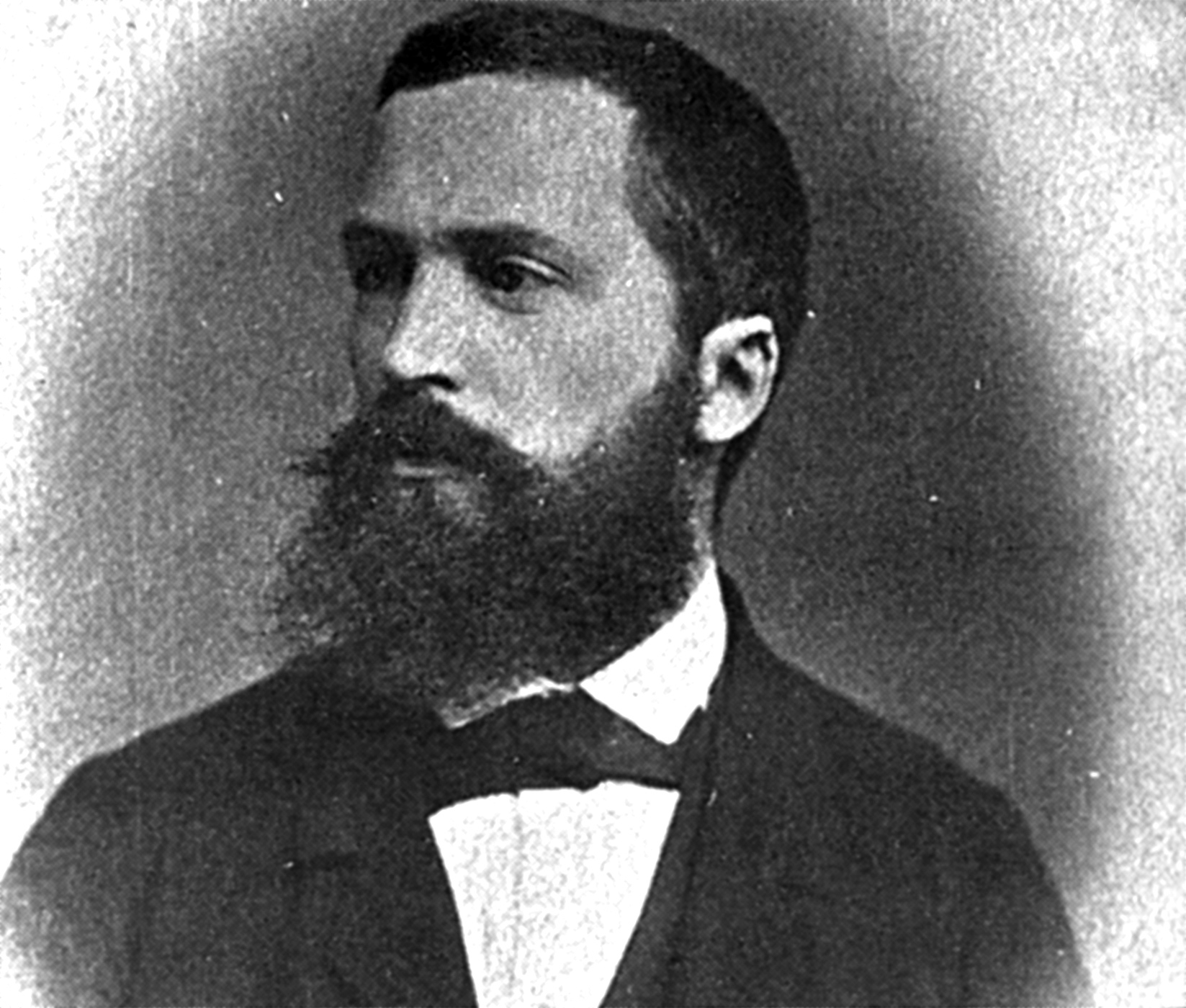
オットー・フィンシュ
Friedrich Hermann Otto Finsch

フリードリッヒ・ヘルマン・オットー・フィンシュ (Friedrich Hermann Otto Finsch, 1839年8月8日 - 1917年1月31日）は、ドイツ人の民俗学者・博物学者・探検家である。

## 来歴
オットー・フィンシュはシレジアのヴァルムブルンに生まれた。19歳のとき家庭教師としてブルガリアへ移り住み、暇な時間には博物学を学び、初の論文を "Journal fur Ornithologie" 誌上に発表した。（内容は、ブルガリアの鳥類についてのものであった） その後オランダ・ライデンの国立博物館の副管理者となり、1864年にはブレーメンの博物館の管理者に就任した。1876年、彼は動物学者のアルフレート・ブレームのトルキスタン・中国北西部の探検に同行した。
彼は再び探検旅行に出るため1878年に博物館の管理者を辞任し、妻のジョセフィーンとともにポリネシア、ニュージーランド、オーストラリア、ニューギニア島などを旅している。1882年にはドイツに帰国したが、1884年にはドイツ帝国のコミッショナーとしてニューギニアに戻り、その北東部およびニューブリテン島、ニューアイルランド島をドイツの保護領とするよう協定した。ニューギニア北東部は「カイザーウィルヘルムランド」と、ニューブリテン島などの島々はビスマルク諸島と後に改名され、植民地の首都はフィンシュの栄誉を称えてフィンシュハーフェン（「フィンシュの港」の意）と名づけられた。1885年にはヨーロッパ人としてセピク川を発見し、ドイツのアウグスタ皇后の名から後にそれを "Kaiserin Augusta" と命名している。
ベルリンに戻った後は、ニューギニア会社のアドバイザーとして2年間を過ごした。1898年にライデンの国立博物館の鳥類コレクションの管理者に就任、1904年ブラウンシュヴァイク市立博物館の民俗学部門の長官となり、その地で没した。
フジイロボウシインコ（学名：Amazona finschi）やハイガシラホンセイインコ（学名：Psittacula finschii）など、いくつかのオウムには彼の名に因んだ学名が付けられている。また、月のクレーターにもフィンシュ・クレーターという彼の栄誉を称えて命名されたものがある。（水色のリンクはいずれも英語版の記事）

## 著書
彼の著書には、グスタフ・ハートローブ (1814-1900) との共著である Die Vogel Ost Afrika のほか、以下のようなものがある。
- Neu-Guinea und seine Bewohner, etc. (Bremen, 1865).
- Die Papageien, monographisch bearbeitet (全2巻、Leiden, 1867-1868).
- Avec G. Hartlaub, Beitrag zur Fauna Centralpolynesiens. Ornithologie der Viti-, Samoa- und Tonga-Inseln (Halle, 1867).
- Reise nach West-Sibirien im Jahre 1876 (Berlin, 1879).
- Samoafahrten. Reisen in Kaiser Wilhelms-Land und Englisch-Neu-Guinea in den Jahren 1884 u. 1885, etc. (Leipzig, 1888).
- Ethnologische Erfahrungen und Belegstücke aus der Südsee (Wien, 1893).

 ウィキメディア・コモンズには、オットー・フィンシュに関するカテゴリがあります。